# Megaloceros
Megaloceros (z řečtiny μεγαλος-megalos-obrovský, κερας-keras-roh) byl rod velkých jelenovitých kopytníků, jehož zástupci žili od svrchního pliocénu do svrchního pleistocénu (některé druhy až do holocénu) v Eurasii. Většina druhů tohoto rodu byli velcí býložravci. Největší z nich byl Megaloceros giganteus, neboli irský los nebo také "veledaněk".

## Popis
Většina členů tohoto rodu byla velká zvířata, vyšší než dva metry v kohoutku. Rozpětí paroží největších jedinců činilo kolem 3,7 metru. Žili převážně v otevřených lesích, stepích či na tundře. Druhy žijící na ostrovech ve Středozemním moři byly mnohem menší, a to v důsledku ostrovního nanismu. Candiacervus, což byl podrod rodu Megaloceros, který žil na Krétě, byl vysoký v kohoutku pouhých 65 cm. Nejbližším žijícím příbuzným Megalocera je daněk.

## Popsané druhy
- Megaloceros luochuanensis, raný a střední pleistocén, Čína
- Megaloceros verticornis, raný a střední pleistocén, jižní Evropa
- Megaloceros antecedens, střední pleistocén, Německo
- Megaloceros pachyosteus, střední pleistocén, východní Asie
- Megaloceros savini, Francie
- Megaloceros cazioti, Sardinie a Korsika, vymřel na konci 6. tisíciletí př. n. l., měřil 1 metr v kohoutku.
- Megaloceros dawkinsi, Britské ostrovy
- Megaloceros giganteus, žil v Eurasii během poslední doby ledové

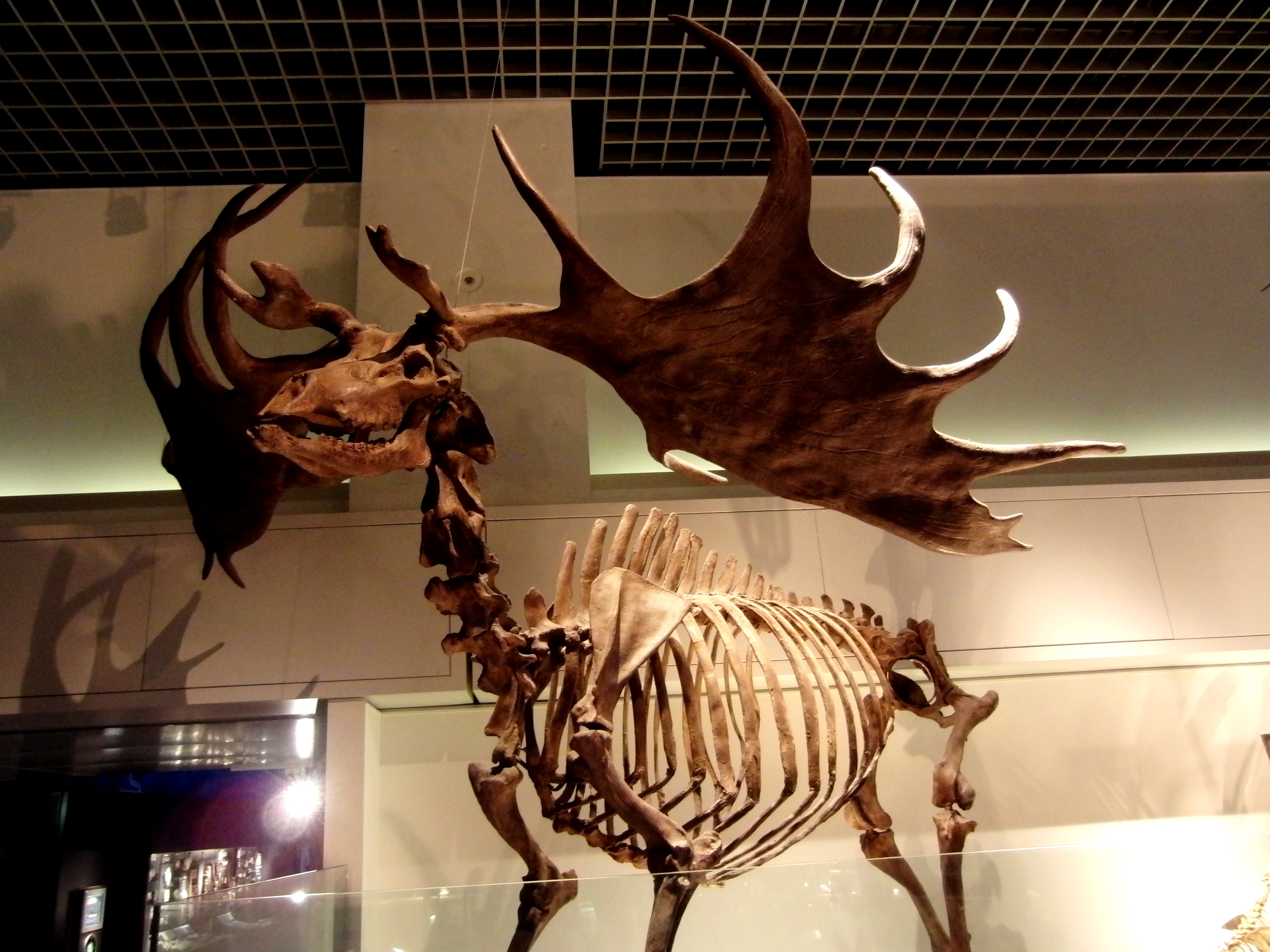
Megaloceros giganteus